# 沈元晖
沈元晖（1906年—2006年），女，江苏淮阴人（一作浙江绍兴人），中华人民共和国医务工作者，曾任中华护士会延安分会会长，中华护理学会理事长。全国妇联第一、二、三届执行委员。

## 生平
1926年高中毕业，考入北京协和医院四年制护士学校。毕业后又学习公共卫生师资一年半。到上海郊区高桥县担任了乡村卫生指导员、江宁县公共卫生人员训练所农村卫生课程讲师并任该县乡村卫生实验区指导员。
抗战初期参加抗日医疗救护工作。1938年随公共卫生训练所转移到贵阳，继续开办公共卫生人员训练班担任农村卫生课讲师。1940年因特务告密和丈夫带一岁幼子离开贵阳，到重庆八路军办事处经周恩来安排，全家三人随龙飞虎带队的四辆大卡车运送的一批干部和赴延安出席中共七大的南方党代表，于1941年元月到延安，出任延安中央医院护士部主任兼护士训练班主任。1941年4月沈元晖提出要在当年的5月12日召开陕甘宁边区护士代表大会，成立中华护士学会延安分会，以团结广大护士，交流经验，提高护理水平，更好地为人民服务。1941年4月底，中共中央书记处发出关于筹备“五一二”护士节工作的通知。1941年5月12日召开首次护士代表大会，成立中华护士会延安分会，当选为分会首任理事长。会前，毛泽东接见沈元晖听取护理工作的全面汇报，说“希望你们再接再厉、不断提高”，题词“护士工作有很大的政治重要性”让她转交护士大会。
1942年护士节召开中华护士会延安分会成立周年纪念大会，边区各医院及卫生机关护士代表五百余人参加，朱德、洛甫、博古、陈云、邓发等中央领导，医务界领导傅連暲、姜齐贤、饶正锡到会。朱德发表讲话，强调护士与战士同样特别重要，对于革命工作均有同等的贡献，为76位模范护士颁奖并每人发奖金50元，发给全体472名护士每人一条毛巾，会后还举行了会餐。会前，毛泽东再次接见沈元晖，听到沈元晖汇报工作时提到有人瞧不起护士和护理工作后，毛为护士大会题词“尊重护士，爱护护士”。朱德也为大会题词“救护抗日伤病战士，完成抗战胜利”。
1944年冬调任延安洛杉矶托儿所所长，建立实施了一整套儿童预防保健的规章制度，改变了传染病及各种疾病流行的局面。1946年毛泽东第一次视察后给托儿所题词：“已有进步，更求进步”。1945年7月13日在延安召开的中国解放区人民代表会议筹备会通过了关于成立中国解放区临时救济委员会(简称“解救”)当选为十五名委员之一。1946年秋带领托儿所从延安转移到晋绥解放区。
1948年至1952年任华北军区公共卫生人员训练班主任，卫生部通县卫生实验区主任兼公共卫生人员训练班主任、卫生部医士学校校长等职。先后培养了五批公共卫生人员。1949年3月中华全国民主妇女联合会成立，蔡畅当选为主席，康克清任全国妇联儿童部部长，沈元晖任儿童部副部长。1950年召开建国后第一次全国护士代表大会，当选中华护理学会理事长至1964年，邓颖超任名誉理事长。
1952年调入全国妇联工作，任中华全国妇女联合会驻国际民主妇女联合会书记处书记。中华护理学会常务理事会推选陈坤惕为代理事长。多次做为中国代表团成员出席国际会议。1954年回国任全国妇联国际联络部副部长直至1980年离休。

## 家人
丈夫李志中(1911～1982年5月3日)，北京人。1936年加入中国共青团，同年转党。1937年毕业于上海震旦大学医学院。因特务告密离开贵阳，到重庆经周恩来安排，于1941年元月携夫人沈元晖到延安。任延安中央医院传染科、化验室、医训班主任及中央总卫生处医政科长、军委总卫生部保健科长等职。提出应树立预防为主的观念，得到毛泽东的赞赏。解放战争时期在晋绥吕家湾创办了解放区第一个卫生实验所，研制出破伤风抗毒素、牛痘苗，伤寒副伤寒混合疫苗等生物制品，军委卫生部给参加实验的全体人员记集体大功一次，授予李志中“人民功臣”称号。1948～1949年任华北军区防疫处长。1949年作为中国人民解放军军事管制委员会代表陆续参加了对北平、上海、南京、广州等城市卫生机构的接管工作。中华人民共和国成立后任中央卫生部防疫处处长、卫生部生物制品检定所所长。1960年任卫生部药品检定所所长等职。

## 纪念
- 《啊！摇篮》：上海电影制片厂1979年摄制的故事片。
- 近代革命历史40集电视剧《啊摇篮》，2021年5月4日在北京卫视、东方卫视、广东卫视首播。朱锐饰沈元晖